# Abbihal, Basavana Bagevadi
Abbihal là một làng thuộc tehsil Basavana Bagevadi, huyện Bijapur, bang Karnataka, Ấn Độ.